# Liste der Monuments historiques in Jubainville
Die Liste der Monuments historiques in Jubainville führt die Monuments historiques in der französischen Gemeinde Jubainville auf.

## Liste der Objekte
| Bezeichnung          | Beschreibung                                                                                        | Standort                         | Kennzeichnung | Schutzstatus | Datum | Bild |
| -------------------- | --------------------------------------------------------------------------------------------------- | -------------------------------- | ------------- | ------------ | ----- | ---- |
| Pietà                | Stein, farbig gefasst, 16. oder 17. Jahrhundert                                                     | in der Kirche St-Euchaire (Lage) | PM88000487    | Classé       | 1961  |      |
| Liturgische Gewänder | Kasel, Stola, Manipel, Kelchvelum und Bursa; Seide, Metallfaden, zweite Hälfte des 18. Jahrhunderts | in der Kirche St-Euchaire (Lage) | PM88001539    | Inscrit      | 2006  |      |
| Uhrwerk              | Schmiedeeisen, Bronze, 18. Jahrhundert                                                              | in der Kirche St-Euchaire (Lage) | PM88001540    | Inscrit      | 2006  |      |
| Kreuzigungsretabel   | Stein, Ende des 15. Jahrhunderts                                                                    | in der Kirche St-Euchaire (Lage) | PM88000486    | Classé       | 1907  |      |